# Nava del Rey
Nava del Rey é um município da Espanha na província de Valladolid, comunidade autónoma de Castela e Leão, de área 126,13 km² com população de 2157 habitantes (2007) e densidade populacional de 16,86 hab/km².

## Demografia
| Variação demográfica do município entre 1991 e 2004 | Variação demográfica do município entre 1991 e 2004 | Variação demográfica do município entre 1991 e 2004 | Variação demográfica do município entre 1991 e 2004 |
| --------------------------------------------------- | --------------------------------------------------- | --------------------------------------------------- | --------------------------------------------------- |
| 1991                                                | 1996                                                | 2001                                                | 2004                                                |
| 2355                                                | 2310                                                | 2163                                                | 2127                                                |

- «WEB OFICIAL DEL AYUNTAMIENT»